# Fort Conger
Fort Conger és un antic assentament, fortificació militar i base científica a la regió de Qikiqtaaluk, Nunavut, Canadà. Es va establir el 1881 com a base d'exploració de l'Àrtida, destacant com a base de la primera gran expedició científica de la regió àrtica, l'Expedició a la badia de Lady Franklin dirigida per Adolphus Greely com a part de la contribució del govern dels Estats Units al Primer Any Polar Internacional. Posteriorment fou ocupat per Robert Peary durant algunes de les seves expedicions a l'Àrtida.
Fort Conger es troba a la riba nord de la badia de Lady Franklin, a la Terra de Grinnell, al nord-est de l'illa d'Ellesmere, dins del Parc Nacional de Quttinirpaaq. L'illa de Bellot es troba davant de Fort Conger. La zona es caracteritza per la presència d'herbes i joncs. L'entorn és accidentat i compta amb alts penya-segats al voltant del port. Ara deshabitat, és una de les poques estacions que han estat habitades a les illes de la Reina Elisabet. El 1991 algunes de les estructures de Fort Conger van ser designades com a edificis classificats de patrimoni federal.
Abans de la creació de Fort Conger, la badia Discovery havia estat emprada com a lloc d'hivernada per la tripulació de l'HMS Discovery, dirigida per George Nares, durant l'expedició Àrtica Britànica de 1875.

## Enllaçps externs
- Science and survival at Fort Conger Virtual Museum, 2015